# Weird Mystery Tales
Weird Mystery Tales foi uma antologia de histórias em quadrinhos de terror e mistério publicada pela DC Comics de julho–agosto de 1972 a novembro de 1975.[carece de fontes?]

## Publicação original
O título Weird Mystery Tales foi o primeiro a usar o formato de 100 páginas, com lombada quadrada, DC 100 Page Super Spectacular #4 em 1971. Reimpressão das das histórias da My Greatest Adventure #8, 12, 14, 15, e 20; Sensation Mystery #110 e 116; House of Secrets #2; The Phantom Stranger #1; Tales of the Unexpected #15 e 24; e House of Mystery #49.
A série regular Weird Mystery Tales foi lançada em julho–agosto de 1972[carece de fontes?] e foi originalmente apresentada pelo Destino, mas foi gradualmente assumida por Eva, que assumiu o título na edição #15 (dezembro de 1974–janeiro de 1975). O nome do título foi parcialmente inspirado no sucesso de vendas de Weird War Tales e Weird Western Tales. As primeiras edições impressas do material de Jack Kirby tinham sido concebidas para a Spirit World (Outono de 1971), uma revista única em preto e branco.
Entre os colaboradores de Weird Mystery Tales, temos, Kirby, Alfredo Alcala, Tony DeZuniga, Michael Kaluta, Alex Niño, Howard Purcell, Nestor Redondo, Jack Sparling, e Bernie Wrightson.
Em 1996, a DC lançou uma edição ashcan gratuita intitulada Weird Mystery Tales, com o slogan, "Welcome to the Dark Side of DC"; escrita por Adam Philips e desenhada por Anthony Williams.[carece de fontes?]

## Encadernados
- Spirit World reunindo "Horoscope Phenomenon or Witch Queen of Ancient Sumeria?" da Weird Mystery Tales #1; "Toxl the World Killer!" da Weird Mystery Tales #2; e "The Burners!" da Weird Mystery Tales #3, 108 páginas, Maio de 2012, ISBN 1401234186[6]